# Luftlandegeschwader 1
La Luftlandegeschwader 1 (LLG 1) (1er escadron de combat aéroportée) est une unité de combat de transport des troupes aéroportés de la Luftwaffe pendant la Seconde Guerre mondiale. 

## Opérations
Le LLG 1 a mis en œuvre principalement des avions Arado Ar 65, Avia B.534, Messerschmitt Bf 108, Bü 131, DFS 230 et Kranich, Dornier Do 17 et Do 215, Fieseler Fi 156, Focke-Wulf Fw 58, Göppingen Gö 4, Gotha Go 145 et Go 242, Schneider Grunau Baby, Heinkel He 45, He 46 et He 72, He 111, Henschel Hs 126, Polikarpov I-153, Junkers Ju 52, Ju 87 et Ju 88, Klemm Kl 32 et Kl 35, Messerschmitt Me 321, Mü 13, Letov S.328 et RWD-8.

## Organisation

### Stab. Gruppe
Le Stab./LLG 1 est formé le 27 juillet 1940 à Hildesheim.

Un Stabs-Staffel a existé de juillet 1940 à septembre 1944. 
Il a été aussi connu comme Gefechtsverband Banat d'août à septembre 1944, contrôlant les éléments du II./LLG 1 et du Nahaufklärungsstaffel Kroatien.
Il est dissous le 9 septembre 1944.

Geschwaderkommodore (Commandant de l'escadron) :
| Début             | Fin              | Grade          | Nom                 |
| ----------------- | ---------------- | -------------- | ------------------- |
| 22 juillet 1940   | Août 1941        | Oberstleutnant | Gustav Wilke        |
| 1er novembre 1941 | 24 novembre 1942 | Generalmajor   | Rüdiger von Heyking |
| 7 décembre 1942   | Septembre 1944   | Oberst         | Dr Hans Eggersh     |

### I. Gruppe
Formé le 27 juillet 1940 à Hildesheim et opérationnel le 10 août 1940 à partir du 17./KGrzbV 5 avec :
- Stab I./LLG 1 nouvellement créé
- 1./LLG 1 nouvellement créé
- 2./LLG 1 nouvellement créé
- 3./LLG 1 nouvellement créé

D'avril à octobre 1942, le I./LLG 1 est connu sous le nom de Übungsgruppe I./LLG 1.

En avril 1943, ses effectifs augmentent à 4 Staffeln et un Stabsstaffel avec :
- Stab I./LLG 1
- Stabsstaffel I./LLG 1 nouvellement créé
- 1./LLG 1
- 2./LLG 1
- 3./LLG 1
- 10(?)./LLG 1 nouvellement créé

Le I./LLG 1 est dissous le 9 septembre 1944, excepté pour le 2./LLG 1. En décembre 1944, le 2./LLG 1 est renommé Staffel zbV "Reich".

Gruppenkommandeure (Commandant de groupe) :
| Début        | Fin            | Grade     | Nom             |
| ------------ | -------------- | --------- | --------------- |
| Juillet 1940 | 1940           | Major     | Dr Walter Kiess |
| 1940         | Août 1941      | Major     | Stein           |
| 22 août 1941 | Août 1942      | Major     | Ingenhoven      |
| 14 août 1942 | Septembre 1944 | Hauptmann | Krug            |

### II. Gruppe
Formé le 27 juillet 1940 à Halberstadt et opérationnel le 10 août 1940 à partir du 17./KGrzbV 5 avec :
- Stab II./LLG 1 nouvellement créé
- 4./LLG 1 nouvellement créé
- 5./LLG 1 nouvellement créé
- 6./LLG 1 nouvellement créé

D'avril à octobre 1942, le II./LLG 1 est connu sous le nom de Übungsgruppe II./LLG 1.

En avril 1943, ses effectifs augmentent à 4 Staffeln et un Stabsstaffel avec:
- Stab II./LLG 1
- Stabsstaffel II./LLG 1 nouvellement créé
- 4./LLG 1
- 5./LLG 1
- 6./LLG 1
- 11(?)./LLG 1 nouvellement créé

Le 9 septembre 1944, le II./LLG 1 est renommé NSGr 10 avec :
- Stab II./LLG 1 devient Stab/NSGr 10
- 4./LLG 1 devient 3./NSGr 10
- 5./LLG 1 devient 1./NSGr 10
- 6./LLG 1 devient 2./NSGr 10

Gruppenkommandeure :
| Début            | Fin              | Grade     | Nom                 |
| ---------------- | ---------------- | --------- | ------------------- |
| 27 juillet 1940  | 30 décembre 1940 | Hauptmann | Arnold Willerding   |
| 30 décembre 1940 | ?                | Major     | Otto Pfister        |
| ?                | Juin 1942        | Hauptmann | Wolfgang Voigt      |
| 1er juillet 1942 | ?                | Hauptmann | Ludwig Reeps        |
| Décembre 1942    | ?                | Hauptmann | Karl-Heinz Schomann |
| ?                | 19 mars 1943     | Hauptmann | Schweitzer          |
| Mars 1943        | Juin 1943        | Hauptmann | Trautwein           |
| 15 juin 1943     | Septembre 1944   | Major     | Eberhard Jahnke     |

### III. Gruppe
Formé le 22 août 1940 à Brunswick-Waggum et opérationnel le 1er septembre 1940 avec :
- Stab III./LLG 1 nouvellement créé
- 7./LLG 1 nouvellement créé
- 8./LLG 1 nouvellement créé
- 9./LLG 1 nouvellement créé

D'avril à octobre 1942, le III./LLG 1 est connu sous le nom de Übungsgruppe III./LLG 1 avec seulement le 9.Staffel, le 7. et 8./LLG 1 ont été reformés en novembre 1942.

En avril 1943, ses effectifs augmentent à 4 Staffeln et un Stabsstaffel avec :
- Stab III./LLG 1
- Stabsstaffel III./LLG 1 nouvellement créé
- 7./LLG 1
- 8./LLG 1
- 9./LLG 1
- 12(?)./LLG 1 nouvellement créé

En mai 1943, le III./LLG 1 abandonnent ses 2 staffeln équipés de Dornier Do 17 au profit du I./LLG 1.

Il est dissous le 18 septembre 1944, et les restes arrivent le 21 novembre 1944 à Goslar par le train.

Gruppenkommandeure :
| Début              | Fin            | Grade     | Nom                              |
| ------------------ | -------------- | --------- | -------------------------------- |
| Août 1940          | Septembre 1941 | Major     | Richard Kupschus                 |
| Septembre 1941     | Octobre 1941   | Hauptmann | Eberhard Wildhagen (par intérim) |
| 1er octobre 1941   | Octobre 1942   | Hauptmann | Weber                            |
| 10 octobre 1942    | Juin 1943      | Hauptmann | Gerhard Lange                    |
| 25 juin 1943       | ?              | Hauptmann | Josef Karl                       |
| ?                  | Août 1944      | Hauptmann | Hans-Günther Nedden              |
| 1er septembre 1944 | Septembre 1944 | Major     | Eberhard Wildhagen               |

### IV. Gruppe
Formé en janvier 1943 à Langendiebach à partir des éléments du Ergänzungsgruppe (S) 1 avec :
- Stab IV./LLG 1 nouvellement créé
- 13./LLG 1 nouvellement créé
- 14./LLG 1 nouvellement créé
- 15./LLG 1 nouvellement créé
- 16./LLG 1(?) nouvellement créé

Le IV./LLG 1 est dissous en avril 1943.

Gruppenkommandeure :
| Début | Fin | Grade | Nom |
| ----- | --- | ----- | --- |
| ?     | ?   | ?     | ?   |

### 17./LLG 1
Formé en décembre 1942 à Döberitz à partir du Erprobungskommando/XI. Fliegerkorps

Il est équipé de planeurs DFS 230.

En avril 1943, il se développe en  un effectif de Gruppe (sans changer son organisation).

En juin 1943, il est renommé DFS-Staffel 23.

### Sondergruppe/LLG 1
Formé à la fin août 1943 à Lezignan à partir des éléments du LLG 1, pour le service en Italie.

Il est équipé d'avions Dornier Do 17, Henschel Hs 126, Avia B.534 et de planeurs DFS 230.
Il est dissous à la fin septembre 1943.